# 尾方剛
尾方 剛（おがた つよし、1973年5月11日 - ）は、日本の陸上競技（長距離走・マラソン）元選手、現指導者。中国電力陸上競技部所属。広島経済大学准教授（スポーツ経営学科）。
男子マラソン種目では主な実績に、2008年北京オリンピック日本代表（13位）、2005年世界陸上ヘルシンキ大会銅メダリスト、2007年世界陸上大阪大会5位入賞、2003年世界陸上パリ大会日本代表（12位）、2004年福岡国際マラソン優勝など。
恩師である中国電力陸上競技部監督の坂口泰は、尾方を評して「努力の選手」と言い切っていた。

## 経歴・人物
広島県安芸郡熊野町出身。血液型は、B型。身長は、165 cm。体重は、50 kg。
広島県立熊野高校3年生時の1991年の国体1万mで2位となり、当時高校歴代3位の快記録をマークした。山梨学院大学では、2年生時に箱根駅伝競走（1994年・第70回大会）に10区で出走し、区間賞を獲得するなどで活躍 、山梨学院大学2度目の優勝の締めくくりを果たした。しかしその後の競技生活は低迷。ストレスから全身脱毛症になったこともあった。
1996年に中国電力に入社。しばらくは低迷した状態だったが、1998年頃から駅伝などで本来の力を発揮し始める。
初マラソンは1999年の福岡国際マラソンだったが、24位に終わった。2001年のベルリンマラソンでは日本人トップの4位。2002年の福岡国際マラソンで日本人トップの2位に入った。2003年に開催された世界陸上パリ大会の男子マラソンに初選出されるが、日本人3番目の12位に留まる（団体戦は金メダル獲得）。同年12月福岡国際マラソンでアテネオリンピック男子マラソン代表選出を目指し、現在の自己ベストを記録するも6位に留まった。
2004年11月6日に長男が誕生。その直後、2004年12月の福岡国際マラソンで念願のフルマラソン初優勝を果たす。これにより、世界陸上ヘルシンキ大会男子マラソン代表に即内定（2大会連続2回目代表）となった。
その2005年8月に開催された、世界陸上ヘルシンキ大会の男子マラソンでは、レース後半で当時のマラソン日本記録保持者の高岡寿成らをかわし、2時間11分16秒の好成績で日本人トップの3位入賞、銅メダル獲得の快挙を達成した（団体戦では2大会連続金メダル獲得）。なお、この男子マラソンの銅メダルについては「女子の金メダルにも匹敵する」と、日本陸連の上層部でも高評価を得た。
2006年の第11回天皇盃全国都道府県対抗男子駅伝競走大会ではNHKテレビのゲスト解説を、2008年の箱根駅伝・第84回大会では、1月2日のNHKラジオ解説を務めた。
3大会連続3回目の代表となる、2007年に日本で開催された世界陸上大阪大会の男子マラソンでは、2時間17分42秒のタイムで日本人トップでゴールしたが、惜しくも2大会連続のメダル獲得はならず、5位入賞に留まる。しかし男子マラソン団体戦では3大会連続で金メダルを獲得した。
その後、翌2008年8月開催予定の北京オリンピック男子マラソン代表は、最後の3番目で東京マラソンで2位に入った藤原新（当時JR東日本・現ミキハウス）との争いとなった。結果、世界陸上男子マラソンで日本人最高位と、前回世界陸上銅メダリストという大きな実績を残したことが決め手となり、同年3月10日に中国電力の同僚である佐藤敦之と共に、念願の北京五輪男子マラソン代表へ正式に決定した。ほか男子マラソン代表選手は、尾方と同じ山梨学院大学の3年後輩だった大崎悟史（NTT西日本）である。
2008年8月24日、北京オリンピック最終日の男子マラソンに出場。スタート時は気温24度と涼しい気象状況だったが、ゴール時には30度を超える猛暑のレースとなる。念願の五輪メダル獲得を目指したものの、序盤からの5kmラップが14分台でかつ優勝タイムが2時間6分台というハイペースについていけず、日本男子ではトップも順位は結局13位に留まり8位入賞も届かなかった。それでも中盤で一時33位に落ちた順位から13位に上げており、粘りの走りを見せたゴールインであった（佐藤は76位、大崎は欠場）。
2011年12月4日の福岡国際マラソンに出場、ロンドンオリンピックへ二大会連続五輪代表選出を目指したが、完走がやっとで順位・タイム共にワースト（途中棄権を除く）の結果に終わった。
2012年4月27日、現役選手からの引退を発表。その後は中国電力社員として籍を置いたまま、広島経済大学陸上競技部の監督として後進の指導に当たると同時に、男子駅伝競走・マラソン等の実況解説者としても活動中。

## 主な戦績 （マラソン）
| 年月       | 大会                   | 順位  | 記録          | 備考                                     |
| ---------- | ---------------------- | ----- | ------------- | ---------------------------------------- |
| 1999年12月 | 福岡国際マラソン       | 24位  | 2時間15分22秒 | 初マラソン                               |
| 2000年4月  | ロッテルダムマラソン   | 16位  | 2時間11分43秒 |                                          |
| 2001年2月  | 東京国際マラソン       | DNF   | 途中棄権      |                                          |
| 2001年9月  | ベルリンマラソン       | 4位   | 2時間10分06秒 |                                          |
| 2002年12月 | 福岡国際マラソン       | 2位   | 2時間09分15秒 |                                          |
| 2003年8月  | 世界陸上パリ大会       | 12位  | 2時間10分39秒 | 団体戦日本男子金メダル獲得               |
| 2003年12月 | 福岡国際マラソン       | 6位   | 2時間08分37秒 | 自己最高記録                             |
| 2004年12月 | 福岡国際マラソン       | 優勝  | 2時間09分10秒 | マラソン初優勝                           |
| 2005年8月  | 世界陸上ヘルシンキ大会 | 3位   | 2時間11分16秒 | 銅メダル獲得、団体戦日本男子金メダル獲得 |
| 2006年12月 | 福岡国際マラソン       | 6位   | 2時間10分48秒 |                                          |
| 2007年8月  | 世界陸上大阪大会       | 5位   | 2時間17分42秒 | 5位入賞、団体戦日本男子金メダル獲得      |
| 2008年8月  | 北京オリンピック       | 13位  | 2時間13分26秒 |                                          |
| 2009年3月  | 東京マラソン2009       | DNF   | 途中棄権      |                                          |
| 2010年12月 | 福岡国際マラソン       | DNF   | 途中棄権      |                                          |
| 2011年12月 | 福岡国際マラソン       | 425位 | 2時間46分39秒 |                                          |
| 2013年10月 | 大阪マラソン           |       | 2時間42分14秒 |                                          |

## 脚註
1. ↑  “スタッフ｜広島経済大学陸上競技部”.  広島経済大学. 2019年5月25日閲覧。
2. ↑  “広島陸上人”.   一般財団法人広島陸上競技協会. 2021年12月8日閲覧。
3. ↑  選手詳細情報 藤原新 - 箱根駅伝公式サイト
4. ↑  尾方13位 佐藤76位 ついていけない… ＜2008年北京五輪：陸上＞ 男子マラソン - 日刊スポーツ 2012年8月25日付
5. ↑  マラソン尾方選手 現役引退 NHK広島放送局ローカルニュース 2012年4月27日付